# Sylon hippolytes
Sylon hippolytes is een krabbezakjessoort uit de familie van de Clistosaccidae. De wetenschappelijke naam van de soort is voor het eerst geldig gepubliceerd in 1870 door M.Sars.